# Loup de Sens
São Loup de Sens (nascido c. 573; morreu c. 623)  foi um dos primeiros bispos franceses de Sens.
Ele era filho de Betton, Conde de Tonnerre, " Bem-aventurado Betto ", um membro da casa real do Reino da Borgonha.

## Igreja em Saint-Loup-de-Naud
A igreja românica dedicada a São Loup em Naud, 8 km de Provins em Champagne no leste da França se distingue pelas esculturas destacadas no pórtico de seu grande portal, com um ambicioso programa iconográfico em que Saint Loup medeia a entrada no mistério da Trindade. Por volta de 980, Sevinus, arcebispo de Sens, fez um presente à comunidade beneditina da abadia de Saint-Pierre-le-Vif em Sens de quatro altares em villa que dicitus Naudus, in honore sancti lupi consecratum — "no domínio que é denominado Naud, consagrado em homenagem a São Loup" — evidenciando a presença de um santuário já neste local, um convento sob a direção do abade de Saint-Pierre-le-Vif. Outros documentos mencionam Saint-Loup-de-Naud entre as possessões da abadia de Sens, residência de um arcebispo com estreitas ligações políticas com a coroa francesa, que tinha Paris em sua diocese. Assim, embora ficasse tão perto de Provins, uma sede dos condes de Champagne e a igreja da abadia foram concluídas por Henri le Libéral, conde de Champagne, o priorado de Saint-Loup-de-Naud procurou Sens para seu patrocínio: a visita do abade está documentada em 1120. Em 1160/61, Hugues de Toucy, Arcebispo de Sens, apresentou ao convento a relíquia de São Loup, trazida da abadia de Sainte-Colombe, para consternação daquela comunidade; o portail esculpido com uma iconografia comparável ao portal real de Chartres  foi sem dúvida realizado logo depois, quando as peregrinações trouxeram riqueza para a comunidade.
O priorado foi destruído pelos ingleses em 1432, durante a Guerra dos Cem Anos e novamente pelos Huguenotes em 1567, durante as Guerras Religiosas da França.

## Outros santos Lupus / Loup
Numerosas comunas da França são chamadas de Saint-Loup; eles comemoram vários veneráveis primeiros santos com o nome germânico latinizado de Lupus ("lobo"): além de Saint Loup de Sens, venerado em Champagne, Île-de-France e Picardia, existem Saint Loup de Troyes, Saint Loup de Bayeux, um dos primeiros bispos de Bayeux; e - mais venerado localmente - Saint Loup de Limoges, Saint Loup de Soissons e Saint Loup de Châlons-en-Champagne. Algumas das comunas chamadas Saint-Loup no oeste da França não são facilmente conectadas a um Saint Loup específico.